# Tjänstemannaförbundet HTF
Tjänstemannaförbundet HTF eller HTF, tidigare Handelstjänstemannaförbundet (1937–1994), var ett svenskt fackförbund anslutet till Daco och TCO, bildat den 26 september 1937. Förbundet hade med mot slutet omkring 160 000 privatanställda tjänstemän inom handel, transport och service.
HTF upplöstes den 31 december 2007 genom en sammanslagning med fackförbundet Sif (Svenska industritjänstemannaförbundet) och uppgick den 1 januari 2008 i det nya fackförbundet Unionen.

## Historia
Ursprunget till HTF var Svenska kontoristförbundet, som bildades 1923 och fram till 1935 hette Svenska kontoristföreningarnas förbund. Förbundet omorganiserades 1935 och gick den 26 september 1937 samman med Svenska affärsmedhjälpareförbundet. Vid bildandet hette förbundet Handelstjänstemannaförbundet. 1994 bytte förbundet namn till Tjänstemannaförbundet HTF för att inte förväxlas med LO-organisationen Handelsanställdas förbund (Handels).
På HTF:s extra kongress den 1–3 oktober 2007 fattades beslut om ett samgående med fackförbundet Sif (Svenska industritjänstemannaförbundet) från och med den 1 januari 2008. Namnet på det nya fackförbundet blev Unionen.

### Förbund som gått upp i HTF
- 1937 - Svenska rederitjänstemannaföreningen
- 1938 - Järnhandelsbiträdenas riksförbund
- 1947 - Riksföreningen Sveriges mjölkbedömare
- 1951 - Sveriges affärs- och kontorsanställdas förbund och Svenska bokhandelsmedhjälparföreningen
- 1954 - Systembolagens personalförening
- 1957 - De privatanställda i Svenska tandsköterskeförbundet och Svenska tandteknikerförbundet
- 1962 - Tjänstemannaförbundet för hotell och restauranger [1]

## Förbundstidningar
- Tidskrift för Handelstjänstemannaförbundet.. Stockholm: Handelstjänstemannaförbundet. 1938-1939. Libris 408988
- Handelstjänstemannen: tidskrift för Handelstjänstemannaförbundet. Stockholm: Handelstjänstemannaförbundet. 1940-1962. Libris 392947
- HTF-tidningen: Handelstjänstemannen : organ för Handelstjänstemannaförbundet. Stockholm: Handelstjänstemannaförbundet (HTF). 1963-1999. Libris 3678965
- Lön & jobb: medlemstidning från HTF. Stockholm: Tjänstemannaförbundet HTF. 1999-2007. Libris 4343462